# Provincia de Utrecht
Utrecht, conocida en la historiografía española como Utrique, es la provincia más pequeña del actual Reino de los Países Bajos y es una de las provincias que forman la Randstad (conurbación de los Países Bajos). Su capital es la ciudad homónima. Al igual que las demás provincias, está gobernada por un comisionado o comisario designado por el monarca y una cámara legislativa elegida mediante sufragio universal. Limita con las provincias de Holanda Meridional, Holanda Septentrional, Güeldres y Flevoland.
Debido a su ubicación, Utrecht es el centro de la infraestructura del agua, el ferrocarril y las carreteras del país y es de vital importancia para el funcionamiento económico nacional.
Utrecht tiene numerosos castillos y casas señoriales construidas por comerciantes de Ámsterdam durante el Siglo de Oro neerlandés. Cerca de Baarn se encuentra la residencia real de la Juliana de los Países Bajos.

## Historia

### Edad Media
El obispado de Utrecht se estableció en 695 cuando Wilibrordo fue consagrado obispo de los frisones en Roma por el papa Sergio I. Con el consentimiento del gobernante franco, Pipino de Heristal, se instaló en un antiguo fuerte romano en Utrecht. Después de la muerte de Wilibrordo, la diócesis sufrió las incursiones de los vikingos. Mejores tiempos aparecieron durante el reinado de los emperadores sajones, quienes frecuentemente convocaban a los obispos de Utrecht para asistir a los consejos y dietas imperiales. En 1024 los obispos se hicieron príncipes del Sacro Imperio Romano Germánico y se formó el nuevo Príncipe-Obispado de Utrecht. En 1122, con el Concordato de Worms, se anuló el derecho de investidura del Emperador, y el cabildo de la catedral recibió el derecho de elegir al obispo. Sin embargo, pronto se vio obligado a compartir este derecho con los otros cuatro cabildos de la ciudad. Los condes de Holanda y Guelders, entre cuyos territorios se encontraban las tierras de los obispos de Utrecht, también buscaron adquirir influencia sobre la sede episcopal. Esto a menudo condujo a disputas y, en consecuencia, la Santa Sede interfirió con frecuencia en las elecciones. Después de mediados del siglo XIV, los papas nombraron repetidamente al obispo directamente sin tener en cuenta los cinco cabildos.
Durante las Guerras Hook y Cod, Utrecht fue atacado por las fuerzas del duque de Borgoña, lo que condujo a la Primera Guerra Civil de Utrecht (1470-1474) y la Segunda Guerra Civil de Utrecht (1481-1483).

### Edad Moderna
En 1527, el obispo vendió sus territorios, y por lo tanto su autoridad secular, al emperador del Sacro Imperio Romano Carlos V y el principado se convirtió en una parte integral de los dominios de los Habsburgo, que ya incluían la mayoría de las otras provincias holandesas. Los capítulos transfirieron su derecho de elegir al obispo a Carlos V y su gobierno, una medida a la que el papa Clemente VII dio su consentimiento, bajo presión política después del Saco de Roma. Sin embargo, el control de los Habsburgo no duró mucho, ya que Utrecht se unió a la revuelta neerlandesa contra el sucesor de Carlos, Felipe II en 1579, convirtiéndose en parte de las Provincias Unidas de los Países Bajos.

### Edad Contempoánea
En la Segunda Guerra Mundial, Utrecht fue retenido por las fuerzas alemanas hasta la capitulación general de la Alemania nazi en los Países Bajos el 5 de mayo de 1945. Fue ocupado por las fuerzas aliadas canadienses el 7 de mayo de 1945. Las ciudades de Oudewater, Woerden, Vianen y Leerdam fueron transferidos de la provincia de Holanda Meridional a Utrecht en 1970, 1989, 2002 y 2019, respectivamente.

## Proyecto de fusión
En febrero de 2011, Utrecht, junto con las provincias de Holanda Septentrional y Flevoland, mostró su deseo de investigar la viabilidad de una fusión entre las tres provincias. Esto fue recibido positivamente por el gabinete del gobierno nacional, ya que el deseo de crear una provincia de Randstad ya se ha mencionado en el acuerdo de coalición. Con o sin Holanda del Sur, si se creara, la nueva provincia sería la más grande de los Países Bajos tanto en área como en población.

## La ciudad de Utrecht
Utrecht es famosa por su catedral (y su campanario) y los numerosos canales que atraviesan el centro de la ciudad. Es asimismo punto nodal de la red nacional de ferrocarriles.

## Municipios de la provincia de Utrecht

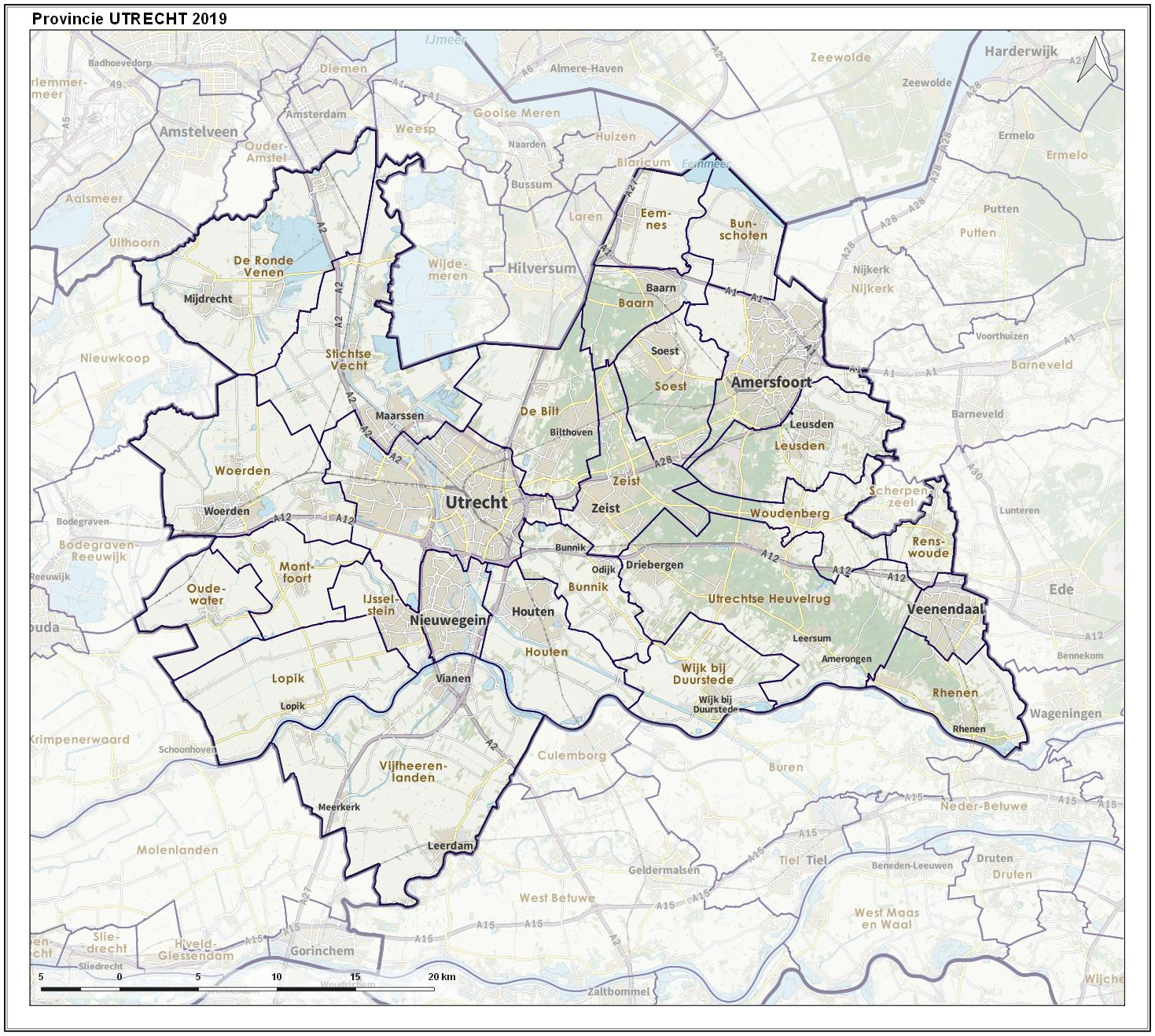
Mapa general de la provincia. Incluye las fronteras municipales y la infraestructura principal.

Utrecht está dividido en 26 municipios:
| - Amersfoort - Baarn - Bunnik - Bunschoten - De Bilt - De Ronde Venen - Eemnes - Houten - IJsselstein | - Leusden - Lopik - Montfoort - Nieuwegein - Oudewater - Renswoude - Rhenen - Soest - Stichtse Vecht | - Utrecht - Utrechtse Heuvelrug - Veenendaal - Vijfheerenlanden - Wijk bij Duurstede - Woerden - Woudenberg - Zeist |

## Economía
El Índice de Competitividad Regional de la Unión Europea 2018 clasificó a Utrecht en el lugar úmero 4 en infraestructura, 5 en sofisticación empresarial y 7 en preparación tecnológica.